# Anatkina billingsi
Anatkina billingsi är en insektsart som beskrevs av Young 1986. Anatkina billingsi ingår i släktet Anatkina och familjen dvärgstritar. Inga underarter finns listade i Catalogue of Life.